# Kryptoniet
Kryptoniet is een fictief mineraal uit de stripverhalen en films over Superman. Het zou afkomstig zijn van Supermans (evenzeer fictieve) geboorteplaneet Krypton.

## Achtergrond
Kryptoniet is een van de weinige zwaktes van Superman. Kryptoniet zou zijn gevormd toen Krypton opgeblazen werd. Door een nucleaire reactie werd het oorspronkelijke kryptoniet vervormd zodat het gevaarlijk werd voor Superman.
Kryptoniet komt in vele varianten voor en elke versie heeft zijn eigen effect op Superman. Het bekendste kryptoniet is groen kryptoniet, dat Superman zijn krachten ontneemt en hem zelfs fataal kan worden. Ook andere figuren van de planeet Krypton, zoals Supergirl en Krypto the Superdog hebben dezelfde symptomen als Superman als ze worden blootgesteld aan groen, rood of goudkleurig kryptoniet. De effecten van Kryptoniet worden bereikt door de straling die het mineraal uitzendt.
Supermans eerste ontmoeting met kryptoniet vond niet plaats in de strips, maar in de Superman hoorspellen uit 1943.
Daar kryptoniet Supermans enige zwakte is speelt het vaak een cruciale rol in de supermanverhalen indien de schrijvers spanning willen opbouwen. Veel van Supermans vijanden hebben kryptoniet gebruikt tegen Superman. Vooral de schurk Metallo is berucht om zijn gebruik van kryptoniet. Hij gebruikt het als krachtbron.

## Varianten van kryptoniet
Er bestaan zestien verschillende soorten kryptoniet. De meeste zijn giftig (en het groene is zelfs dodelijk) voor Superman.

### Groen kryptoniet
De meest bekende kryptonietvariant. In de Superman-serie wordt verondersteld dat groen kryptoniet waarschijnlijk de enige soort is die dodelijk is voor Superman, indien het niet snel genoeg uit zijn buurt wordt verwijderd. Deze soort kryptoniet komt het meest voor. Als niet wordt vermeld om welke soort het gaat, gaat het haast altijd om groen kryptoniet.
Groen kryptoniet veroorzaakt bij Kryptonianen met superkrachten intense pijn en ontneemt hen hun superkrachten. De effecten verdwijnen meestal direct nadat het kryptoniet weer uit hun buurt wordt verwijderd, maar kunnen bij intense blootstelling nog lang aan blijven houden. Als het kryptoniet niet snel wordt weggehaald, betekent de straling vrijwel altijd de dood van de Kryptoniaan. Meestal is een Kryptoniaan gedurende de blootstelling net zo zwak als een gewoon mens, en kan in feite met simpele wapens worden gedood.
Groen kryptoniet heeft in de strips geen onmiddellijk effect op mensen en Kryptonianen zonder superkrachten, maar bij zeer lange blootstelling kan het ook bij mensen ziektes veroorzaken. De bekendste ziekte die door kryptoniet kan ontstaan bij mensen is kanker. Lex Luthor kwam hierachter toen hij jarenlang een ring met een stuk kryptoniet om zijn vinger droeg ter bescherming tegen Superman. In de televisieserie Smallville veroorzaakt groen kryptoniet mutaties bij mensen indien het gecombineerd wordt met een ander element. Zo muteert het in combinatie met hitte een man in een vuurmanipulator.

### Rood kryptoniet
Rood kryptoniet is ontstaan toen het op weg naar de Aarde door een rode wolk vloog.
In tegenstelling tot de andere kryptonietsoorten, die altijd hetzelfde effect veroorzaken, brengt rood kryptoniet een groot aantal verschillende effecten met zich mee, vaak afhankelijk van de situatie waarin het wordt gebruikt. Het wordt dan ook vaak door schrijvers van de strips aangegrepen om Superman in nieuwe situaties te kunnen doen belanden. Enkele effecten die reeds gezien zijn in de strips zijn dat het Supermans lichaam van formaat kan laten veranderen (bijvoorbeeld naar de grootte van een reus of de grootte van een dwerg, of soms zelfs een complete gedaanteverandering naar bijvoorbeeld een draak). Hij kan ook plotseling gekloond worden, of ondergaat een sterke verandering in persoonlijkheid. De symptomen van rood kryptoniet zijn slechts tijdelijk.
In de serie Smallville zorgt rood kryptoniet voor een verandering van Supermans karakter, hij wordt opstandig en reageert heel erg op emotionele en seksuele prikkels.
In de serie Lois & Clark: The New Adventures of Superman had rood kryptoniet eveneens meerdere effecten. De eerste keer maakte het Superman egoïstisch zodat hij niets meer gaf om heldendaden. De tweede keer (toen het werd afgevuurd door een laser) transporteerde het Supermans krachten naar Lois Lane. De derde keer zorgde het ervoor dat Supermans krachten onbeheersbaar werden.
In de serie Krypto the Superdog zorgde rood kryptoniet onder andere voor tijdelijk geheugenverlies, gedaanteveranderingen en lichaamsverwisseling met een ander persoon.
In de serie Supergirl is rood kryptoniet ontstaan nadat Maxwell Lord meer groen kryptoniet probeerde te maken. Het tast zowel Supergirls persoonlijkheid als haar kledingkeuze aan.
In de animatiefilm DC League of Super-Pets zorgt rood kryptoniet voor haaruitval.
Zolang Superman in contact blijft met het kryptoniet blijft het effect, zodra het kryptoniet niet meer in contact staat met zijn lichaam zijn de effecten tenietgedaan.

### Goudkleurig kryptoniet
Goudkleurig kryptoniet kan de krachten van een Kryptoniaan permanent wegnemen. In een verhaal werd echter een tijdelijk tegengif gevonden tegen de effecten van dit kryptoniet. Omdat het kryptoniet zo sterk is, wordt het maar zeer zelden gebruikt in de Supermanstrips. Goud kryptoniet werd onder andere door Superman gebruikt tegen een groep Kryptoniaanse criminelen.

### Blauw kryptoniet
Blauw kryptoniet ontstond tijdens een mislukt experiment om meer groen kryptoniet te maken. De effecten ervan zijn vrijwel altijd alleen van toepassing op wezens als "Bizarro", die dezelfde krachten en kleren als Superman heeft, maar een ander uiterlijk. Zo kan het kryptoniet Bizarro veranderen in een aardig persoon. Ook helpt het kryptoniet hem te kalmeren en helder na te denken.
Blauw kryptoniet kan in sommige situaties dienen als tegengif voor rood kryptoniet.

### Wit kryptoniet
Wit kryptoniet is dodelijk voor planten, zowel Kryptoniaanse als Aardse. Bij blootstelling vergaat al het plantenleven onmiddellijk.

### Zwart kryptoniet
Zwart kryptoniet werd geïntroduceerd in de serie Smallville. Zwart kryptoniet zou de persoonlijkheden van Kryptonianen kunnen scheiden. Later bleek het kryptoniet ook in staat menselijke lichamen fysiek te scheiden. Het kryptoniet splitst de persoonlijkheid van iemand in meerdere lichamen. Zwart kryptoniet is vermoedelijk gemaakt door Darkseid.

### Juweel-kryptoniet
Juweel-kryptoniet versterkt de psychische krachten van de wezens die in de Phantom Zone gevangenzitten, waardoor ze illusies kunnen projecteren naar de echte wereld en de gedachten van anderen kunnen beheersen. Het is gemaakt van wat over was van een bergketen op Krypton die bekendstond als “Jewel Mountain”. Elke Kryptoniaan die in de buurt komt van dit kryptoniet kan ervan gebruikmaken.

### Anti-kryptoniet
Een speciale variant van groen kryptoniet. Dit kryptoniet heeft geen effect op Kryptonianen met superkrachten, maar is dodelijk voor Kryptonianen zonder superkrachten. In de huidige continuïteit is het de krachtbron van Ultraman, Supermans vijandige tegenhanger uit een andere dimensie.

### X-kryptoniet
Gemaakt door Supergirl toen ze een tegengif voor groen kryptoniet probeerde te vinden. X-kryptoniet geeft superkrachten aan alle aardse wezens die ermee in contact komen. Het bekendste voorbeeld hiervan is Supergirls kat Streaky.

### Slow kryptoniet
Een aangepaste versie van groen kryptoniet, dat bij gewone mensen dezelfde effecten veroorzaakt als groen kryptoniet bij Kryptonianen. Dit kryptoniet werd gemaakt door Metallo. Het is niet duidelijk welke effecten het op Kryptonianen heeft.

### Magno-kryptoniet
Gemaakt door de schurk Nero. Magno-kryptoniet werkt als een enorm sterke magneet op alles wat van Krypton afkomstig is. De aantrekkingskracht van het kryptoniet is zo sterk dat zelfs Superman zich er niet tegen kan verzetten.

### Bizarro rood kryptoniet
Een versie van rood kryptoniet gemaakt door Bizarro. Heeft hetzelfde effect op gewone mensen als rood kryptoniet op Kryptonianen.

### Kryptoniet-X
Een vorm van gefilterd of gezuiverd kryptoniet. Dit kryptoniet werd gemaakt toen een Cyborg Superman een stuk kryptoniet tegen Superman gebruikte. Dit kryptoniet kan Superman zijn krachten teruggeven en hem geheel genezen. Bij lange blootstelling treden er bijwerkingen op zoals dat Supermans lichaam te veel energie opneemt van de zon en derhalve reusachtig gespierd wordt.

### Zilverkleurig kryptoniet
Zilverkleurig kryptoniet is ook geïntroduceerd in Smallville en is in staat om een vloeibare vorm aan te nemen. Dit kryptoniet kan een Kryptoniaan verwonden en zijn bloedbaan binnendringen. Zolang het in de bloedbaan zit, leidt het slachtoffer aan sterke paranoia. Dit kryptoniet kan verwijderd worden met een speciaal Kryptoniaans apparaat.
In de serie Supergirl gebruikt Queen Rhea een stukje zilverkleurig kryptoniet om Supermans gedachten te beïnvloeden. Hij ziet dan General Zod in plaats van Supergirl en gaat een gevecht met haar aan.

### Roze kryptoniet
Afkomstig uit een alternatieve tijdlijn. Het kryptoniet werd slechts gezien op 1 enkel plaatje. De exacte effecten zijn niet bekend, maar het lijkt Kryptoniaanse mannen homo te maken.

### Oranje kryptoniet
Tot nu toe is dit kryptoniet eenmalig verschenen, dit gebeurde in DC League of Super-Pets. De effecten van dit kryptoniet hebben geen effect op mensen, enkel op huisdieren, die door dit kryptoniet superkrachten krijgen.

## Kunstmatig kryptoniet
Kryptoniet hoeft niet altijd afkomstig te zijn van Krypton. Zo hebben veel van Supermans vijanden de samenstellingen van kryptoniet onderzocht om hun eigen synthetische versies te maken. Dit synthetische kryptoniet is vrijwel altijd een nagemaakte versie van de groene of rode variant.
Kryptoniet, of de effecten ervan, kunnen ook middels magie worden gemaakt. Tevens kunnen de krachtringen van Green Lantern een straal afvuren die hetzelfde effect heeft als groen Kryptoniet.

## Echt kryptoniet?
In 2006 werd in een Servische mijn in de regio Jadar een tot dan toe onbekend mineraal gevonden. Na onderzoek bleek het hier te gaan om natriumlithiumboorsilicaathydroxide. Toen de onderzoekers het Internet op gingen en deze samenstelling zochten, kwam men tot de ontdekking dat die benaming (sodium lithium boron silicate hydroxide) in de film Superman Returns op een kist met gesteente staat, die kryptoniet zou bevatten. Het kryptoniet bevatte volgens die film ook nog fluor, maar verder had het fictieve kryptoniet exact dezelfde samenstelling als het gevonden mineraal. Het juist ontdekte mineraal leek verder niet op het kryptoniet uit de film. Het in Servië gevonden mineraal was een wit poeder, terwijl kryptoniet uit de film een groene steenachtige stof is.
De fluorescentie van het nieuwe mineraal heeft een oranjeroze kleur wanneer het met ultraviolet licht beschenen wordt. Het ontdekte mineraal mocht officieel geen "kryptoniet" genoemd worden, omdat volgens de internationale regels voor de naamgeving van mineralen alleen stoffen waarin het element krypton voorkomt "kryptoniet" genoemd kunnen worden.
Men heeft het mineraal Jadariet genoemd, naar de plaats Jadar in Servië waar het ontdekt is.